# Samea coffea
Samea coffea is een vlinder uit de familie van de grasmotten (Crambidae), uit de onderfamilie van de Spilomelinae. De wetenschappelijke naam van deze soort is voor het eerst voorgesteld door Bernard Landry in een publicatie uit 2016.
De soort komt voor op de Galápagoseilanden (Ecuador).